# JBL Super League
La JBL Super League (JBLスーパーリーグ), è stata la principale lega professionistica di pallacanestro del Giappone.

## Storia
La JBL Super League nasce nel 2001. Prima della sua fondazione nel 2000, si era già disputata un'edizione chiamata "Pre-Super League".
Il campionato si è giocato con 8 squadre per tutte le stagioni eccetto per l'ultima, quando i Fukuoka Red Falcons lasciarono la lega. La JBL Super League si scioglie nel 2007, nello stesso anno le 7 squadre rimanenti fondano la Japan Basketball League.
La squadra che è riuscita a vincere più edizioni è il Toyota Alvark vincendone tre.

## Albo d'oro
| Stagione        | Vincitore         | Serie | Secondo Posto       |
| 2000-2001 (Pre) | Isuzu Gigacats    | 2-1   | Toyota Alvark       |
| 2001-2002       | Toyota Alvark     | 2-0   | Isuzu Gigacats      |
| 2002-2003       | Aisin SeaHorses   | 2-0   | Toyota Alvark       |
| 2003-2004       | Aisin SeaHorses   | 2-1   | Toshiba Brave Th.   |
| 2004-2005       | Toshiba Brave Th. | 3-2   | Aisin SeaHorses     |
| 2005-2006       | Toyota Alvark     | 3-1   | OSG Phoenix         |
| 2006-2007       | Toyota Alvark     | 3-0   | Mitsubishi Electric |

## Vittorie per club
| Club              | Titolo | Città    | Anno             |
| ----------------- | ------ | -------- | ---------------- |
| Toyota Alvark     | 3      | Tokyo    | 2002, 2006, 2007 |
| Aisin SeaHorses   | 2      | Kariya   | 2003, 2004       |
| Toshiba Brave Th. | 1      | Kawasaki | 2005             |
| Isuzu Gigacats    | 1      | Yokohama | 2001             |